# Antixoon cribripenne
Antixoon cribripenne là một loài bọ cánh cứng trong họ Trogossitidae. Loài này được Gorham miêu tả khoa học năm 1886.